# Kerstin Brauner
Kerstin Brauner (* 1976 in West-Berlin) ist eine deutsche Politikerin (CDU). Seit 2023 ist sie Mitglied des Abgeordnetenhauses von Berlin.

## Leben
Brauner wurde in Berlin-Spandau geboren und wuchs dort auf. Sie legte 1996 das Abitur am Oberstufenzentrum Elektro- und Energietechnik in Berlin-Haselhorst ab. Anschließend studierte sie an der Universität Potsdam Rechtswissenschaft und absolvierte das erste sowie das zweite juristisches Staatsexamen. Bis zu ihrem Einzug ins Abgeordnetenhaus 2023 war sie als juristische Referentin bei einer Bundeskammer tätig.
Brauner ist mit Matthias Brauner verheiratet und hat eine Tochter.

## Politik
Brauner ist Mitglied der CDU. Von 1999 bis 2023 war sie Mitglied der Bezirksverordnetenversammlung von Spandau.
Brauner kandidierte bei der Wahl zum Abgeordnetenhaus von Berlin 2021 im Wahlkreis Spandau 3, verfehlte jedoch den Einzug ins Abgeordnetenhaus. Bei der Wiederholungswahl 2023 konnte sie das Direktmandat im Wahlkreis Spandau 3 gewinnen und zog ins Abgeordnetenhaus ein.